# Marko Marin
Marko Marin (Bosanska Gradiška, 13 marzo 1989) è un dirigente sportivo ed ex calciatore tedesco di origini serbe, di ruolo centrocampista, direttore tecnico della Stella Rossa.

## Biografia
Nato a Bosanska Gradiška in Bosnia, da genitori serbi, emigrò fin da giovanissimo in Germania a Francoforte, dove i genitori si trasferirono quando non aveva nemmeno tre anni.

## Caratteristiche tecniche
Agli inizi di carriera era considerato uno degli astri nascenti del calcio tedesco. È un centrocampista offensivo che può giocare trequartista o esterno offensivo, ma predilige partire dalla sinistra per poi accentrarsi e andare al tiro col suo piede preferito. Rapido e capace di colpi imprevedibili e assist precisi per i compagni è in grado di saltare con facilità l'avversario grazie all'abilità nel dribbling. Destro naturale, è in possesso di un buon mancino, dotato di una tecnica superiore alla media.

## Carriera

### Giocatore

#### Club

##### Borussia Mönchengladbach
Marin gioca nelle giovanili del SG 01 Höchst per poi passare in quelle dell'Eintracht Francoforte. Nel 2005 si trasferisce al Borussia Mönchengladbach che inizialmente lo impiega nella selezione Under 23 in Regionalliga, ma già dal gennaio 2007 lo aggrega alla rosa della prima squadra. Il 31 marzo 2007 in occasione della partita contro l'Eintracht Francoforte, sua ex squadra, l'allenatore Jos Luhukay lo convoca per la prima volta per un incontro di Bundesliga e quello stesso giorno lo fa esordire inserendolo al 63' al posto di Marvin Compper. Il debutto è coronato dall'assist su calcio di punizione che permette a Federico Insúa di siglare il gol dell'1-1. Il 13 giugno 2007 firma il suo primo contratto professionistico che lo lega al Borussia, retrocesso in Zweite Bundesliga, fino a giugno 2010. Nella seconda parte di stagione fornisce otto assist e realizza quattro marcature, facendosi notare dai tifosi, che lo eleggono calciatore dell'anno del Borussia. Il Borussia domina la stagione successiva e conquista prontamente il ritorno nella massima divisione.

##### Werder Brema

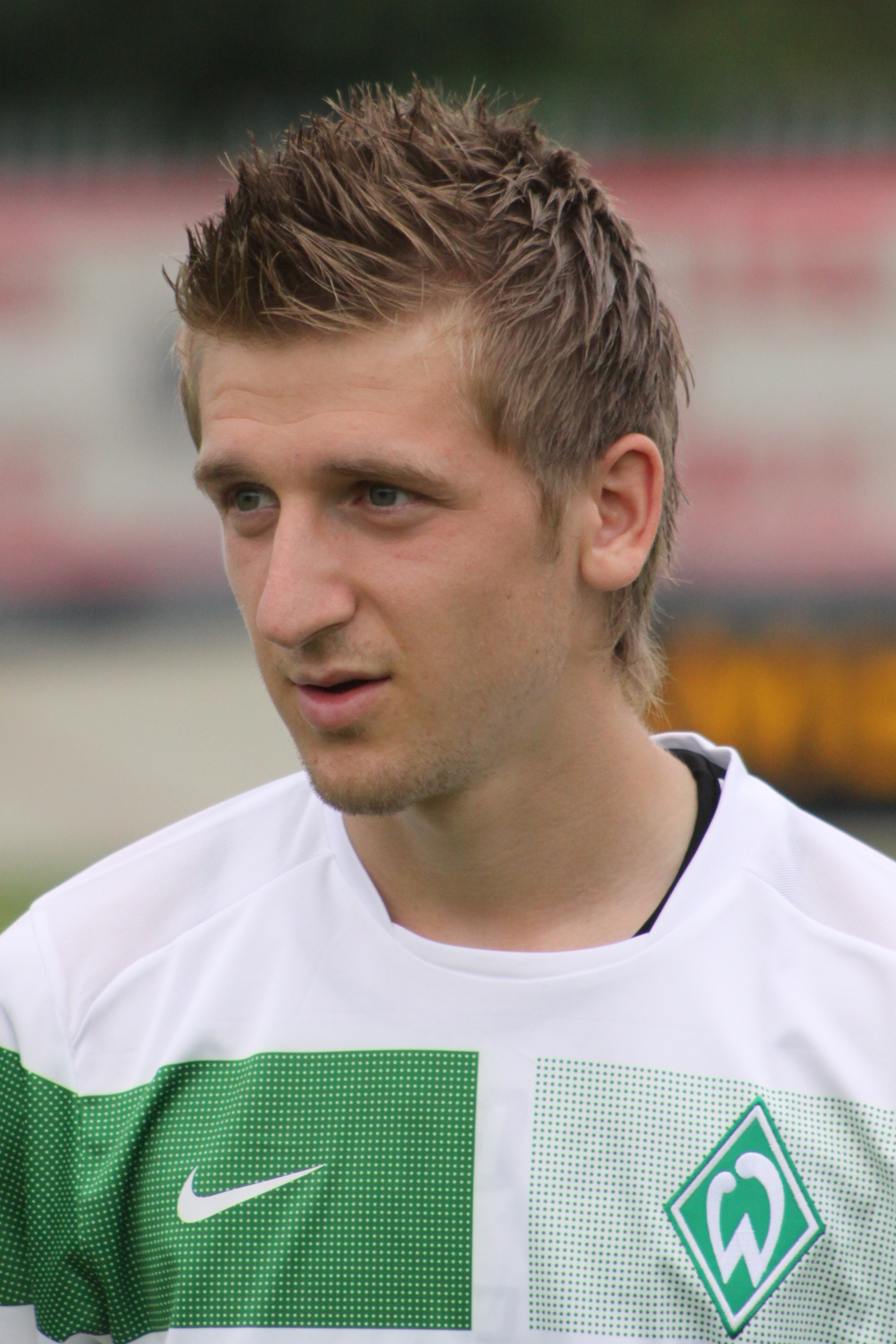
Marin con il Werder Brema

Il 24 giugno 2009 viene acquistato dal Werder Brema. Nella prima stagione colleziona presenze importanti con la maglia verde-arancio: 32 presenze e 4 reti in campionato, 12 presenze e 2 reti in Europa, 6 presenze ed una rete in Coppa per un totale di 55 presenze e 7 reti. Nella stagione 2010-2011 si fa notare nel ritorno della sfida di Champions contro la Sampdoria: grazie alle sue giocate il Werder riuscì a passare il turno rimontando da 3-0 a 3-2. Gioca tutte le partite nella fase a gironi in cui incontra i detentori dell'Inter, il Twente e il Tottenham. Il 14 settembre 2010 realizza una rete in Werder Brema-Tottenham 2-2.

##### Chelsea
Il 28 aprile 2012 il Chelsea, tramite il suo sito ufficiale, annuncia che Marko Marin a partire dalla stagione seguente sarà un giocatore dei Blues. Firma un contratto di cinque anni. In cambio al Werder Brema vanno circa 12 milioni di euro. Il 9 febbraio 2013 segna il suo primo gol in Premier League nel 4-1 contro il Wigan Athletic. Il 15 maggio 2013 vince l'Europa League 2012-2013 contro il Benfica.

##### Siviglia
Il 28 giugno 2013 passa in prestito al Siviglia, dove dopo un ottimo inizio di campionato si perde tra gli infortuni e viene relegato in panchina dall'allenatore Emery. Il 14 maggio 2014 vince l'Europa League ancora contro il Benfica. Al termine della stagione fa ritorno al Chelsea.

##### Fiorentina
Il 18 agosto 2014 viene ceduto alla Fiorentina con la formula del prestito con diritto di riscatto fissato a 8 milioni di euro. Esordisce in maglia viola il 23 ottobre nella partita di Europa League PAOK-Fiorentina (0-1), subentrando al 77' al posto di Josip Iličič. Segna il suo primo gol con i viola il 27 novembre nella gara di Europa League Guingamp-Fiorentina (1-2). Si ripete l'11 dicembre sempre in Europa League segnando il gol del 2-1 contro la Dinamo Minsk allo stadio Franchi. Chiude la parentesi italiana nel gennaio 2015, senza esordire in Serie A.

##### Anderlecht
Il 20 gennaio 2015 dopo aver terminato in anticipo il prestito alla Fiorentina passa, sempre in prestito, all'Anderlecht. Cinque giorni dopo essersi trasferito in Belgio, Marin ha esordito partendo dalla panchina, sostituendo Maxime Colin al 75' nella sconfitta 2-0 contro lo Standard Liegi. Inoltre, Marin è stato inserito nell'undici titolare durante la finale della Coppa del Belgio 2014-2015 contro il Club Brugge, anche se è stato sostituito nel secondo tempo a causa di un infortunio al tendine del ginocchio. L'anderlecht perderà quella finale per 2-1, dopo che Lior Refaelov aveva segnato un tiro al volo nel finale.
L'Anderlecht ha deciso di non attuare l'opzione per l'acquisto di Marin alla fine della stagione dopo aver subito quell'infortunio che lo ha tenuto fuori dal campo per diverse settimane.

##### Trabzonspor
Il 25 agosto 2015 dopo essere tornato per fine prestito al Chelsea viene ceduto in prestito ai turchi del Trabzonspor. Il 30 agosto ha esordito per il club nel 2-2 contro l'Akhisar Belediyespor entrando come sostituto nel secondo tempo. Il 26 settembre 2015, Marin ha segnato il suo primo gol con la squadra turca nella sconfitta per 3-1 contro l'Ankaraspor. Il 18 novembre 2015 prende parte ad una rissa con il compagno di squadra Aykut Demir durante un allenamento. Il 15 febbraio 2016, Marin ha segnato ancora, nella vittoria 2-1 sul Kayserispor.
In un'intervista rilasciata sulla rivista tedesca Kicker, Marin ha mostrato i suoi apprezzamenti nei confronti del Chelsea per essersi preso cura di lui e per averlo aiutato ad ambientarsi durante il suo trasferimento a Londra, anche se consapevole che probabilmente il suo futuro continuerà altrove.

#### Olympiakos
Il 23 agosto 2016, Marin è passato alla squadra greca dell'Olympiacos con un contratto triennale.  L'11 settembre 2016, Marin ha esordito nella vittoria per 6-1 contro il Veria. Dopo essere stato messo da parte per circa due mesi, a causa del fatto che l'allenatore Paulo Bento non lo aveva inserito nei suoi piani per la prima squadra, è tornato in campo il 5 gennaio 2017, segnando il gol vittoria nella partita vinta per 2-1 contro l'Asteras Tripolis.
Il 17 dicembre 2017, grazie a un impressionante tiro dalla distanza del centrocampista offensivo tedesco, l'Olympiacos ha vinto 1–0 contro il PAS Giannina. È stata la sesta vittoria consecutiva per la squadra dell'esperto allenatore Takis Lemonis e i Reds sono saliti al primo posto in Super League, con 32 punti dopo 15 partite, uno in più dei rivali dell'AEK Atene e del PAOK. Il 7 gennaio 2018, ha aperto il punteggio in una partita vinta in trasferta per 3-0 contro l'AEL, aiutando il suo club a ottenere la settima vittoria consecutiva nel suo rally per ottenere l'ottavo titolo consecutivo.

#### Stella Rossa
Dopo che la Stella Rossa Belgrado si è qualificata per la fase a gironi della UEFA Champions League 2018-19 (la loro prima apparizione in assoluto nel formato attuale), Marin ha firmato un contratto triennale con il club per una quota di trasferimento stimata nell'ordine di € 700.000 ed è stato registrato nell'ultima ora del mercato estivo in Serbia. Marin ha segnato il suo primo gol al debutto avvenuto il 15 settembre 2018, nella vittoria casalinga per 6-0 contro il Radnik Surdulica. Marin è divenuto il primo giocatore per il club a marcare in Champions League, segnando il gol di consolazione nella sconfitta 6-1 contro il Paris Saint-Germain del 18 ottobre 2018. Quasi tre settimane dopo, il 6 novembre 2018 per l'esattezza, Marin è stato nuovamente coinvolto nella prima campagna di Champions League della Stella Rossa, questa volta assistendo il primo gol di Milan Pavkov nella storica vittoria per 2-0 contro il Liverpool. Il 13 marzo 2019, Marin ha accettato di estendere il suo contratto con la Stella Rossa fino all'estate del 2021. Marin è stato votato MVP della stagione 2018-2019, ed è stato quindi incluso nella squadra della stagione. Prima dell'inizio della stagione 2019-2020, il direttore generale della Stella Rossa Zvezdan Terzić ha confermato che Marin sarebbe diventato il nuovo capitano del club.

#### Al-Ahli
Il 5 gennaio 2020, Marin ha firmato per il club dell'Arabia Saudita Al-Ahli, sovrascrivendo un contratto da 6 milioni di euro fino all'estate del 2022, per una quota di trasferimento stimata nell'ordine di 2,5 milioni di euro.

#### Al Raed
Il 7 febbraio 2021, viene acquistato in prestito dall'Al Raed. La sua esperienza durerà 4 mesi, dove collezionerà solo 10 presenze.

#### Ferencvaros
Nel settembre 2021 Marin si è trasferito al Ferencváros. Il campionato ungherese è diventato il suo nono campionato di massima serie (in Serie A non ha giocato quando era in prestito alla Fiorentina) nella sua carriera che si è conclusa il 14 maggio 2022 all'età di 33 anni.

#### Nazionale
Dopo aver giocato nelle varie selezioni giovanili della nazionale tedesca, Marin approda all'Under-21 a 18 anni, esordendo il 21 agosto 2007 nella partita contro l'Irlanda. Al termine della stagione viene convocato per il ritiro della Nazionale maggiore in vista dei Campionati europei. Esordisce a 19 anni nell'amichevole contro la Bielorussia il 27 maggio 2008, ma non viene incluso nella rosa definitiva che prende parte al torneo. Il 20 agosto 2008 colleziona la seconda presenza contro il Belgio, sempre in amichevole, e realizza il suo primo gol con la maglia della Germania mettendo a segno la rete del definitivo 2-0 dopo uno slalom tra i difensori avversari.

### Dirigente
Il 10 giugno 2022 viene annunciato il suo ingaggio da parte della Stella Rossa come nuovo responsabile scouting.

## Statistiche

### Presenze e reti nei club
Statistiche aggiornate al 15 maggio 2021.
| Stagione                   | Squadra                     | Campionato                 | Campionato | Campionato | Coppe nazionali | Coppe nazionali | Coppe nazionali | Coppe continentali | Coppe continentali | Coppe continentali | Altre coppe | Altre coppe | Altre coppe | Totale | Totale |
| Stagione                   | Squadra                     | Comp                       | Pres       | Reti       | Comp            | Pres            | Reti            | Comp               | Pres               | Reti               | Comp        | Pres        | Reti        | Pres   | Reti   |
| -------------------------- | --------------------------- | -------------------------- | ---------- | ---------- | --------------- | --------------- | --------------- | ------------------ | ------------------ | ------------------ | ----------- | ----------- | ----------- | ------ | ------ |
| 2006-2007                  | Borussia Mönchengladbach II | RL                         | 16         | 3          | -               | -               | -               | -                  | -                  | -                  | -           | -           | -           | 16     | 3      |
| 2006-2007                  | Borussia M'gladbach         | BL                         | 4          | 0          | CG              | 0               | 0               | -                  | -                  | -                  | -           | -           | -           | 4      | 0      |
| 2007-2008                  | Borussia M'gladbach         | ZL                         | 31         | 4          | CG              | 2               | 1               | -                  | -                  | -                  | -           | -           | -           | 33     | 5      |
| 2008-2009                  | Borussia M'gladbach         | BL                         | 33         | 4          | CG              | 2               | 3               | -                  | -                  | -                  | -           | -           | -           | 35     | 7      |
| Totale Borussia M'gladbach | Totale Borussia M'gladbach  | Totale Borussia M'gladbach | 68         | 8          |                 | 4               | 4               |                    | -                  | -                  |             | -           | -           | 72     | 12     |
| 2009-2010                  | Werder Brema                | BL                         | 32         | 4          | CG              | 6               | 1               | UEL                | 12                 | 2                  | -           | -           | -           | 50     | 7      |
| 2010-2011                  | Werder Brema                | BL                         | 34         | 3          | CG              | 2               | 1               | UCL                | 8                  | 1                  | -           | -           | -           | 44     | 5      |
| 2011-2012                  | Werder Brema                | BL                         | 21         | 1          | CG              | 1               | 0               | -                  | -                  | -                  | -           | -           | -           | 22     | 1      |
| Totale Werder Brema        | Totale Werder Brema         | Totale Werder Brema        | 87         | 8          |                 | 9               | 2               |                    | 20                 | 3                  |             | -           | -           | 116    | 13     |
| 2012-2013                  | Chelsea                     | PL                         | 6          | 1          | FACup+CdL       | 3+3             | 0               | UCL+UEL            | 0+3                | 0                  | CS+SU+Cmc   | 0+0+1       | 0           | 16     | 1      |
| 2013-2014                  | Siviglia                    | PD                         | 18         | 0          | CR              | 0               | 0               | UEL                | 12                 | 2                  | -           | -           | -           | 30     | 2      |
| 2014-gen. 2015             | Fiorentina                  | A                          | 0          | 0          | CI              | 0               | 0               | UEL                | 4                  | 2                  | -           | -           | -           | 4      | 2      |
| gen.-giu. 2015             | Anderlecht                  | D1                         | 6          | 0          | CB              | 2               | 0               | UEL                | -                  | -                  | -           | -           | -           | 8      | 0      |
| 2015-2016                  | Trabzonspor                 | SL                         | 24         | 2          | TK              | 5               | 0               | UEL                | -                  | -                  | -           | -           | -           | 29     | 2      |
| 2016-2017                  | Olympiacos                  | SL                         | 14         | 4          | CG              | 5               | 0               | UCL+UEL            | 0+4                | 0                  | -           | -           | -           | 23     | 4      |
| 2017-2018                  | Olympiacos                  | SL                         | 23         | 7          | CG              | 6               | 0               | UCL                | 7                  | 1                  | -           | -           | -           | 36     | 8      |
| Totale Olympiakos          | Totale Olympiakos           | Totale Olympiakos          | 37         | 11         |                 | 11              | 0               |                    | 11                 | 1                  |             | -           | -           | 59     | 12     |
| 2018-2019                  | Stella Rossa                | SL                         | 22         | 6          | KS              | 4               | 0               | UCL                | 5                  | 1                  | -           | -           | -           | 31     | 7      |
| 2019-gen. 2020             | Stella Rossa                | SL                         | 12         | 3          | KS              | 1               | 0               | UCL                | 14                 | 1                  | -           | -           | -           | 27     | 4      |
| Totale Stella Rossa        | Totale Stella Rossa         | Totale Stella Rossa        | 34         | 9          |                 | 5               | 0               |                    | 19                 | 2                  |             | -           | -           | 58     | 11     |
| gen. -set. 2020            | Al-Ahli                     | SPL                        | 9          | 0          | KCC             | 2               | 1               | ACL                | 6                  | 1                  | -           | -           | -           | 17     | 2      |
| 2020-feb. 2021             | Al-Ahli                     | SPL                        | 9          | 1          | KCC             | 1               | 0               | ACL                | -                  | -                  | -           | -           | -           | 10     | 1      |
| Totale Al-Ahli             | Totale Al-Ahli              | Totale Al-Ahli             | 18         | 1          |                 | 3               | 1               |                    | 6                  | 1                  |             | -           | -           | 27     | 3      |
| feb.- giu. 2021            | Al-Ra'ed                    | SPL                        | 10         | 0          | KCC             | -               | -               | ACL                | -                  | -                  | -           | -           | -           | 10     | 0      |
| set. 2021-2022             | Ferencváros                 | NBI                        | 17         | 2          | CU              | 2               | 0               | UCL+UCL            | 0+0                | 0+0                | -           | -           | -           | 19     | 2      |
| Totale carriera            | Totale carriera             | Totale carriera            | 341        | 45         |                 | 47              | 7               |                    | 75                 | 11                 |             | 1           | 0           | 462    | 63     |

### Cronologia presenze e reti in nazionale
| Cronologia completa delle presenze e delle reti in nazionale ― Germania | Cronologia completa delle presenze e delle reti in nazionale ― Germania | Cronologia completa delle presenze e delle reti in nazionale ― Germania | Cronologia completa delle presenze e delle reti in nazionale ― Germania | Cronologia completa delle presenze e delle reti in nazionale ― Germania | Cronologia completa delle presenze e delle reti in nazionale ― Germania | Cronologia completa delle presenze e delle reti in nazionale ― Germania | Cronologia completa delle presenze e delle reti in nazionale ― Germania |
| Data                                                                    | Città                                                                   | In casa                                                                 | Risultato                                                               | Ospiti                                                                  | Competizione                                                            | Reti                                                                    | Note                                                                    |
| ----------------------------------------------------------------------- | ----------------------------------------------------------------------- | ----------------------------------------------------------------------- | ----------------------------------------------------------------------- | ----------------------------------------------------------------------- | ----------------------------------------------------------------------- | ----------------------------------------------------------------------- | ----------------------------------------------------------------------- |
| 27-5-2008                                                               | Kaiserslautern                                                          | Germania                                                                | 2 – 2                                                                   | Bielorussia                                                             | Amichevole                                                              | -                                                                       |                                                                         |
| 20-8-2008                                                               | Norimberga                                                              | Germania                                                                | 2 – 0                                                                   | Belgio                                                                  | Amichevole                                                              | 1                                                                       |                                                                         |
| 6-9-2008                                                                | Vaduz                                                                   | Liechtenstein                                                           | 0 – 6                                                                   | Germania                                                                | Qual. Mondiali 2010                                                     | -                                                                       |                                                                         |
| 19-11-2008                                                              | Berlino                                                                 | Germania                                                                | 1 – 2                                                                   | Inghilterra                                                             | Amichevole                                                              | -                                                                       |                                                                         |
| 11-2-2009                                                               | Düsseldorf                                                              | Germania                                                                | 0 – 1                                                                   | Norvegia                                                                | Amichevole                                                              | -                                                                       |                                                                         |
| 28-3-2009                                                               | Lipsia                                                                  | Germania                                                                | 4 – 0                                                                   | Liechtenstein                                                           | Qual. Mondiali 2010                                                     | -                                                                       |                                                                         |
| 5-9-2009                                                                | Leverkusen                                                              | Germania                                                                | 2 – 0                                                                   | Sudafrica                                                               | Amichevole                                                              | -                                                                       |                                                                         |
| 3-6-2010                                                                | Francoforte sul Meno                                                    | Germania                                                                | 3 – 1                                                                   | Bosnia ed Erzegovina                                                    | Amichevole                                                              | -                                                                       |                                                                         |
| 13-6-2010                                                               | Durban                                                                  | Germania                                                                | 4 – 0                                                                   | Australia                                                               | Mondiali 2010 - 1º turno                                                | -                                                                       |                                                                         |
| 18-6-2010                                                               | Port Elizabeth                                                          | Germania                                                                | 0 – 1                                                                   | Serbia                                                                  | Mondiali 2010 - 1º turno                                                | -                                                                       |                                                                         |
| 11-8-2010                                                               | Copenaghen                                                              | Danimarca                                                               | 2 – 2                                                                   | Germania                                                                | Amichevole                                                              | -                                                                       |                                                                         |
| 3-9-2010                                                                | Bruxelles                                                               | Belgio                                                                  | 0 – 1                                                                   | Germania                                                                | Qual. Euro 2012                                                         | -                                                                       |                                                                         |
| 7-9-2010                                                                | Colonia                                                                 | Germania                                                                | 6 – 1                                                                   | Azerbaigian                                                             | Qual. Euro 2012                                                         | -                                                                       |                                                                         |
| 8-10-2010                                                               | Berlino                                                                 | Germania                                                                | 3 – 0                                                                   | Turchia                                                                 | Qual. Euro 2012                                                         | -                                                                       |                                                                         |
| 12-10-2010                                                              | Astana                                                                  | Kazakistan                                                              | 0 – 3                                                                   | Germania                                                                | Qual. Euro 2012                                                         | -                                                                       |                                                                         |
| 17-10-2010                                                              | Göteborg                                                                | Svezia                                                                  | 0 – 0                                                                   | Germania                                                                | Amichevole                                                              | -                                                                       |                                                                         |
| Totale                                                                  |                                                                         | Presenze                                                                | 16                                                                      |                                                                         | Reti                                                                    | 1                                                                       |                                                                         |

## Palmarès

### Club

#### Competizioni nazionali
- 2. Fußball-Bundesliga: 1

Borussia Mönchengladbach: 2007-2008
- Supercoppa di Germania: 1

Werder Brema: 2009
- Campionato greco: 1

Olympiakos: 2016-2017
- Campionato serbo: 1

Stella Rossa: 2018-2019
- Campionato ungherese: 1

Ferencváros: 2021-2022
- Coppa d'Ungheria: 1

Ferencváros: 2021-2022

#### Competizioni internazionali
- UEFA Europa League: 2

Chelsea: 2012-2013
Siviglia: 2013-2014

### Nazionale
- Campionato d'Europa Under-21: 1

Svezia 2009

### Individuale
- Fritz-Walter-Medaille: 1

2007 (Under-18)

## Riconoscimenti
Il 16 agosto 2006 viene premiato con la Medaglia Fritz-Walter d'argento come secondo miglior giocatore tedesco under 17, mentre il 12 settembre 2007 riceve lo stesso riconoscimento, ma questa volta d'oro, come miglior giocatore tedesco under 18.
Nel febbraio 2007 viene convocato dalla UEFA nella selezione che disputa la Meridian Cup. Marin gioca in entrambe le gare della competizione in cui la squadra europea si impone su quella africana per 6-1 e 4-0.
Nel 2010 è stato inserito nella lista dei migliori calciatori nati dopo il 1989 stilata da Don Balón.